# Cerber
În mitologia greacă, Cerber este câinele monstruos cu trei capete, considerat frate cu Hidra din Lerna și Leul din Nemeea. Mama sa este Echidna, iar tatăl său este Typhon. Avea pe spate o mulțime de șerpi agresivi, iar coada lui era tot un șarpe. Este "câinele lui Hades", deoarece păzește intrarea în Infern, permițând doar sufletelor morților să intre, dar mai ales veghează ca nimeni să nu mai iasă, împiedicându-le întoarcerea în lumea celor vii. Deși este invincibil, a fost totuși învins de două ori: o dată prin forță fizică, de Heracles, iar altă dată prin forță spirituală, de Orfeu și cântecul lui.
Acesta mai are un rol foarte important în cartea "Divina Commedia" de (Dante Alighieri) (1265-1312). Ajuns în Infern, Dante îl întâlnește în al treilea cerc pe Cerber. Această întâlnire are loc înainte de râul Styx, fiind cercul al V-lea.

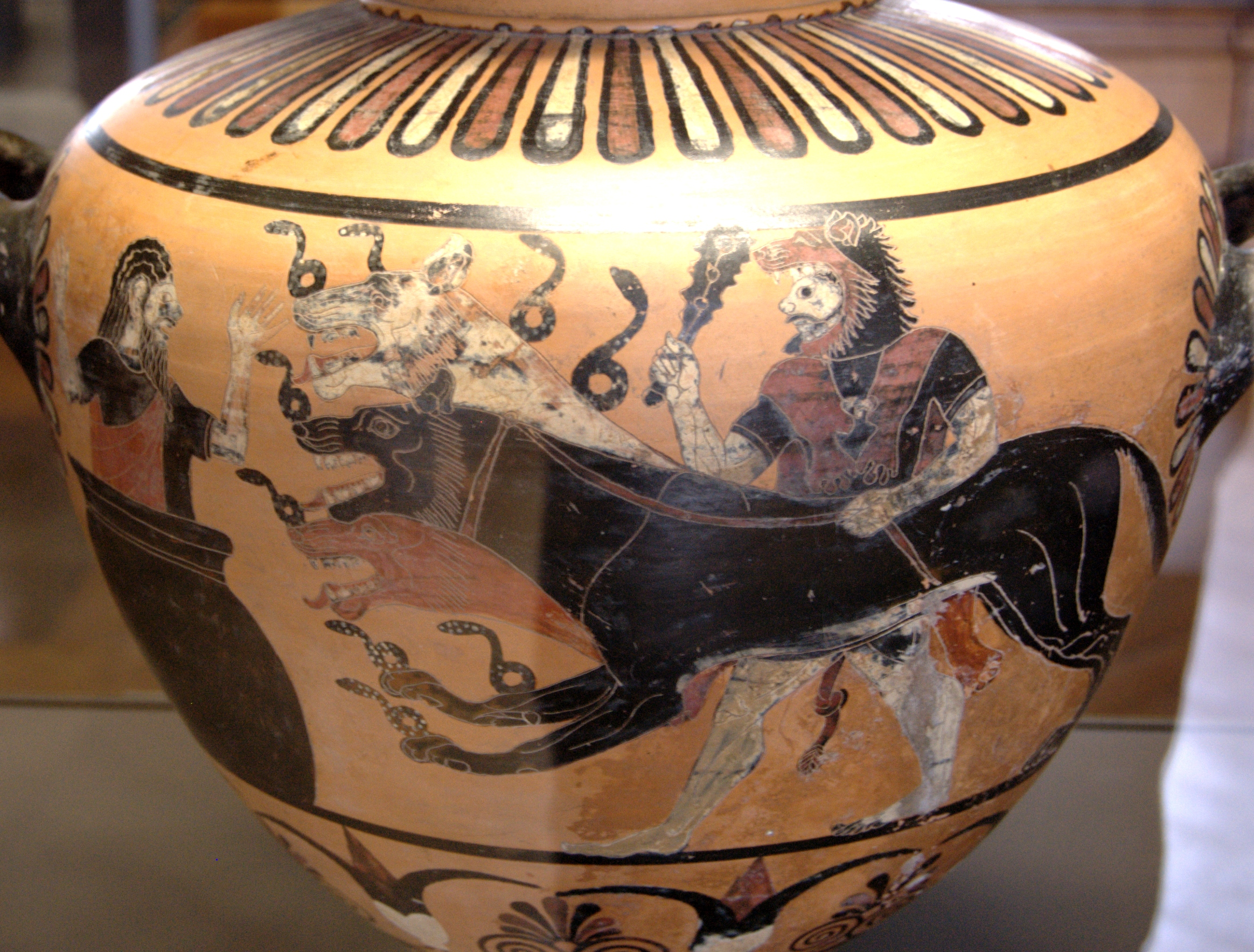
Vas cu Heracle și Cerber
(530 î.Hr., Muzeul Luvru)</br>

## Magie
Se spune că din saliva otrăvitoare a cerberului s-a născut planta toxică care se numea aconit sau omeag.
Romanii și grecii puneau în mâinile morților o monedă și o prăjitură. Moneda era plata pentru  Charon, cel care duce morții peste râul Acheron, iar prăjitura îi era dată lui Cerber pentru a-l calma.